# Hleadkî, Zboriv
Hleadkî (în ucraineană Глядки) este un sat în comuna Cernîhiv din raionul Zboriv, regiunea Ternopil, Ucraina.

## Demografie
Componența lingvistică a localității Hleadkî
     Ucraineană (100%)
Conform recensământului din 2001, toată populația localității Hleadkî era vorbitoare de ucraineană (100%).